# Jesus är min vän den bäste
Jesus är min vän den bäste är en psalm i tre verser av Jakob Arrhenius år 1691, bearbetad av Olov Hartman 1978. Melodi (F-dur, 4/4) av Gustaf Düben d.ä. år 1674 (i utjämnad form i 1939 års koralbok och samma som till Livets Ande, kom från ovan samt Dig allena vare ära). 
Psalmen inleds 1695 med orden:
Jesus är min wän then bäste,
Hwilkens like aldrig är
Den första versen ansluter till Johannesevangeliet 6:66-67 medan psalmens andra vers bygger på Romarbrevet  8: 33-39: 
| ” | varken krafter i höjden eller krafter i djupet eller något annat i skapelsen skall kunna skilja oss från Guds kärlek i Kristus Jesus, vår Herre. | „ |

## Publicerad i
- 1695 års psalmbok som nr 245 under rubriken ”Om Christi förtjenst, kärlek och nådiga närwarelse”.
- 1819 års psalmbok som nr 213 med små förändringar, under rubriken ”Benådade Christnas frid, sällhet och åliggande”.
- Stockholms söndagsskolförenings sångbok 1882 som nr 100 med vers 1, under rubriken "Psalmer".
- Svenska Missionsförbundets sångbok 1894 som nr 194 under rubriken "Guds frälsande nåd. Trosvisshet."
- Svensk söndagsskolsångbok 1908 nr 192 under rubriken "Guds barns trygghet".
- Segertoner 1930 som nr 409 under rubriken "Jesus, de härlige Frälsaren och Vännen".
- Sionstoner 1935 som nr 447 under rubriken "Nådens ordning: Trosliv och helgelse".
- 1937 års psalmbok som nr 120 under rubriken ”Tiden efter påsk”.
- Förbundstoner 1957 som nr 69 under rubriken "Guds uppenbarelse i Kristus: Jesu person och verk".
- Psalmer för bruk vid krigsmakten 1961 som nr 120 verserna 1-3.
- Herren Lever 1977 som nr 819 under rubriken "Jesus, vår Herre och Broder".
- Den svenska psalmboken 1986 som nr 43 i Olov Hartmans bearbetning under rubriken ”Jesus, vår Herre och broder”.
- Finlandssvenska psalmboken 1986 som nr 265 under rubriken "Guds nåd i Kristus".
- Lova Herren 1988 som nr 406 under rubriken "Guds barns trygghet och frid".